# Landelles-et-Coupigny
Landelles-et-Coupigny is een gemeente in het Franse departement Calvados (regio Normandië) en telt 838 inwoners (1999). De plaats maakt deel uit van het arrondissement Vire.

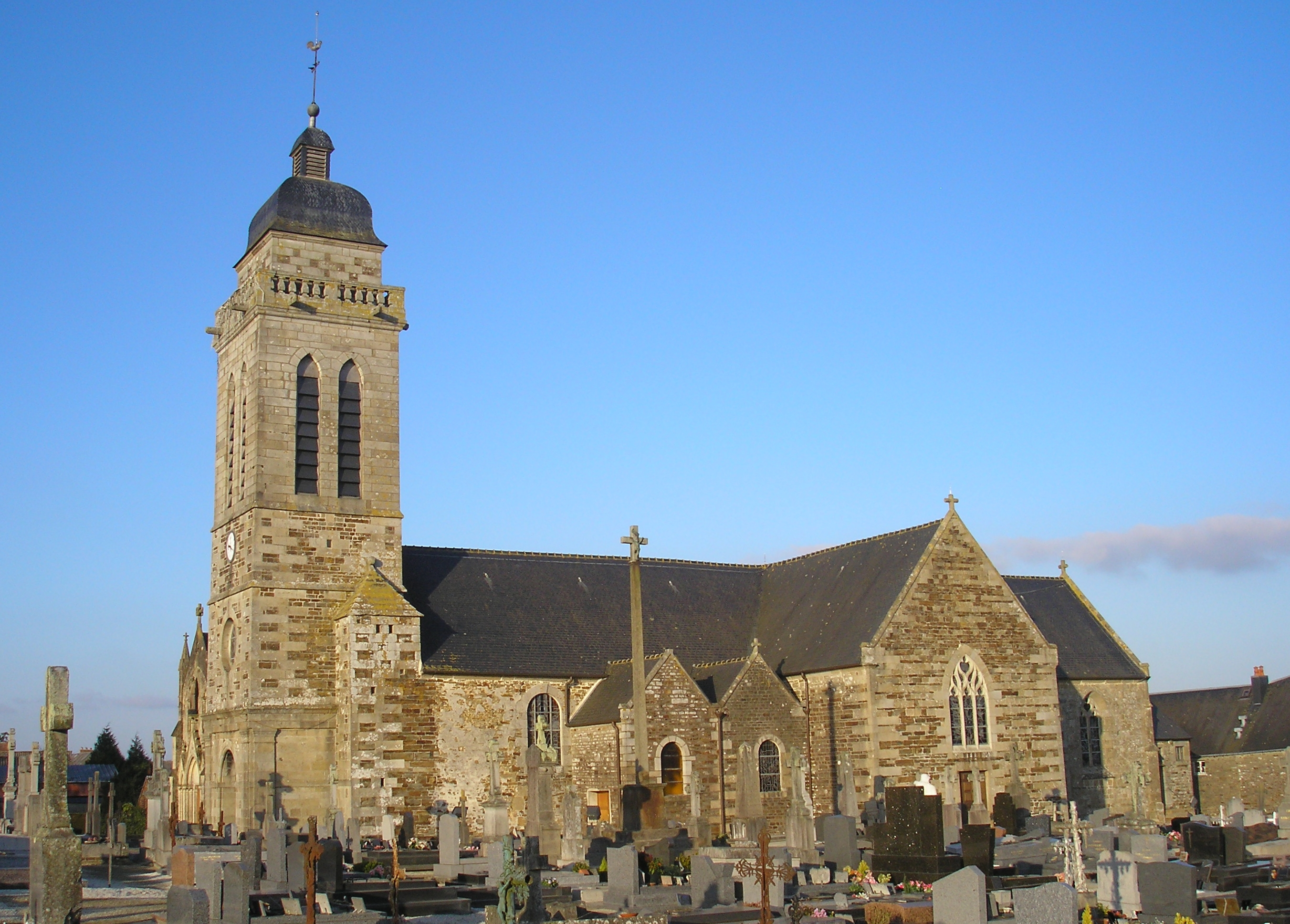
Kerk van St. Pierre
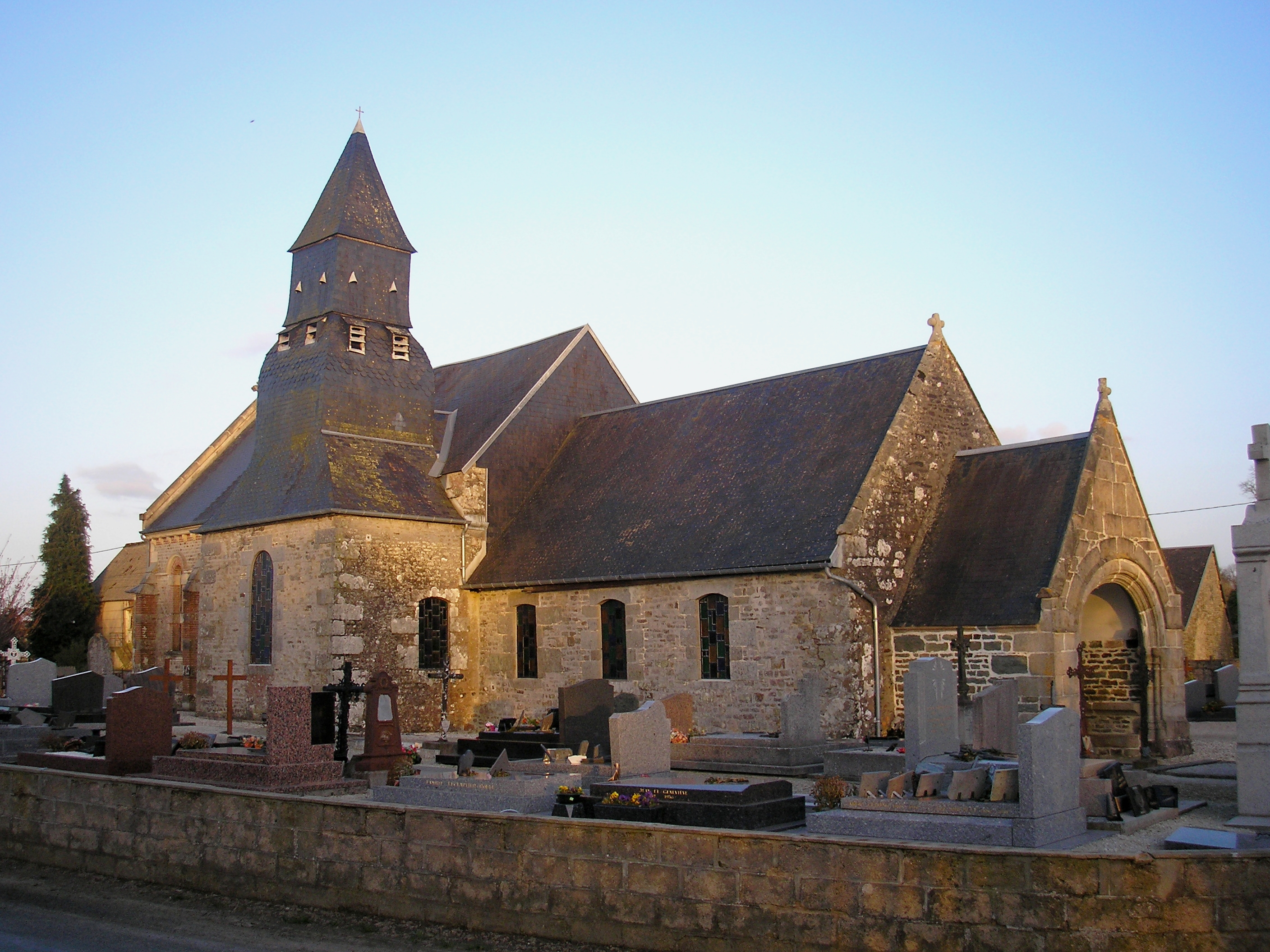
Kerk van St. Martin

## Geografie
De oppervlakte van Landelles-et-Coupigny bedraagt 24,3 km², de bevolkingsdichtheid is 34,5 inwoners per km².
De onderstaande kaart toont de ligging van Landelles-et-Coupigny met de belangrijkste infrastructuur en aangrenzende gemeenten.

## Demografie
Onderstaande figuur toont het verloop van het inwonertal (bron: INSEE-tellingen).
Vanwege een beveiligingsprobleem met de MediaWiki Graph-software is het momenteel niet mogelijk deze grafiek weer te geven. Zodra de software is bijgewerkt zal de grafiek vanzelf weer zichtbaar worden.
1. ↑  Populations de référence 2022.